# César Andrade Faini
César Andrade Faini (Quito, 15 de abril de 1913 – Guayaquil, 1995) fue un maestro pintor ecuatoriano y profesor que estudió en la Escuela de Bellas Artes de Quito bajo la tutela del pintor Víctor Mideros. Hijo de César Andrade Izurieta y de Albina Inés Faini Amarilo, tipógrafos, oriundos de Quito y de la Isla Puna, respectivamente.
Su trabajo se centró en el realismo social de sus contemporáneos como Eduardo Kingman, la naturaleza y el retrato.

## Galardones y premios
- 1957 - Primer Premio Adquisición - Mariano Aguilera.
- 1959 - Tercer Premio - Salón de Octubre, Guayaquil, Ecuador.
- 1961 - Salón de Octubre - Casa de la Cultura, Quito, Ecuador.